# Jattari
Jattari es un pueblo y nagar Panchayat situado en el distrito de Aligarh en el estado de Uttar Pradesh (India). Su población es de 18387 habitantes (2011). 

## Demografía
Según el censo de 2011 la población de Jattari era de 18387 habitantes, de los cuales el 9793 eran hombres y 8594 eran mujeres. Jattari tiene una tasa media de alfabetización del 64,2%, superior a la media nacional del 59,5%: la alfabetización masculina es del 72,8%, y la alfabetización femenina del 54,2%.